# Brooke Andersen
Brooke Andersen (n. 23 august 1995, Vista⁠(d), California, SUA) este o atletă americană cunoscută pentru probele de aruncări. Recordul ei personal la aruncarea ciocanului de 79,02 m, stabilit la 30 aprilie 2022 în Tucson, Arizona, o clasează pe locul 4 în topul aruncătorilor din toate timpurile. Cel mai bun record personal la aruncarea greutății este de 22,25 m. Pe 17 iulie 2022, la Campionatul Mondial de la Eugene, Oregon, Brooke Andersen a câștigat medalia de aur cu o aruncare a ciocanului de 78,96 m.